# Alexia Barnechea
Alexia Gabriela Barnechea Landázuri (Lima, 14 de diciembre de 2004) es una actriz, bailarina y celebridad de Internet peruana radicada en Estados Unidos, reconocida principalmente por el papel estelar de Toribia Torres «Toti» en la serie de televisión cómica De vuelta al barrio de América Televisión. 
Fuera de su faceta artística, fue la ganadora del certamen de belleza juvenil Miss Teen Beauty Global en el año 2022, en representación de su país.

## Primeros años
Nacida en la capital Lima el 14 de diciembre de 2004. En sus primeros años, se ha dedicado por un tiempo a la Iglesia católica.[cita requerida]
Estudió la primaria y secundaria en el Colegio Villa María de La Planicie, en el distrito de La Molina; además de haber recibido clases de baile en la academia D1, a cargo de la dirección de Vania Masías.
Llegando casi a la etapa de la adolescencia, se sumó al elenco de baile de la academia Freestyle, participando en diversos concursos locales obteniendo el máximo galardón y con pocas actuaciones.

## Trayectoria

### Carrera actoral y televisiva
Barnechea comenzó su carrera artística a los seis años, participando en diferentes comerciales para la televisión peruana en 2011.[cita requerida]
El proceso de su propia carrera artística se dio a partir del año 2016, sumándose al desaparecido reality show de imitaciones Yo soy del canal Latina Televisión en el rol de bailarina y debutar como actriz en la telenovela Ven, baila, quinceañera en 2017 interpretando a una de las fanáticas junto a Merly Morello. Además, recibió clases de actuación de la mano de Norka Ramírez.[cita requerida]
Barnechea alcanza la fama gracias a su participación en la serie de televisión cómica De vuelta al barrio con el papel de la adolescente Toribia Torres «Toti» en el año 2018, inicialmente como extra. Tiempo después, a finales de año asume el rol antagónico de la trama como la enamorada de «Pedrito» Bravo, y en 2020 se incluye al rol principal en la última temporada.[cita requerida]
Fruto de la fama de su personaje en la ficción, coprotagoniza la película Hierba mala, hierba buena en 2019 y protagoniza con Adriana Campos-Salazar la obra teatral La tierra Mágica y el musical navideño Ya llegó la Navidad con Santa en 2021.
En 2020, fue presentada como conductora del programa televisivo juvenil Casi noticias (titulada originalmente C.A.S.I. Noticias) por las televisoras estatales TV Perú y Canal IPe, compartiendo la conducción junto a Eduardo Meza, bajo el formato virtual en épocas de la pandemia de COVID-19.
Además en el año 2022, Barnechea tuvo una participación especial en la obra de teatro El baúl mágico y participó en el videoclip del tema «Mamacita», interpretado por el dúo musical Lubran.
En el año 2023, fue anunciada como protagonista de la película musical Locos de amor: Mi primer amor conformando el elenco con los actores Monserrat Brugué, Job Mansilla, Brando Gallesi, Thiago Vernal, Mariagracia Mora, Ray del Castillo, Vasco Rodríguez y Arianna Fernández, y fue estrenada el 26 de junio de 2025.
En ese año, protagoniza la obra de teatro Playoff interpretando a Princess, una jugadora de fútbol, y comparte escenas con las actrices Valquiria Huerta y Airam Galliani. Barnechea fue protagonista de la comedia Te lo juro, no es otra tonta historia de Cenicienta como La Cenicienta ese año.
Barnechea ingresa al reparto principal de la producción teatral No estás sólo en 2024, donde se acreditó en la subobra Por accidente, protagonizando con los actores Juan Carlos Rey de Castro y Christian Ysla.

### Otras participaciones
A lo paralelo con su carrera actoral, en 2019 fue invitada por la exreina de belleza Jessica Newton para participar en el certamen juvenil Miss Perú La Pre de la organización Miss Perú. Gracias a su desempeño en el dicho concurso, se convirtió finalmente en una de las ganadoras, coronándose así con el título de Miss Teen Beauty Pageament Peru de la edición de 2020; sin embargo, su participación internacional se postergó debido a la pandemia de COVID-19.[cita requerida] Retomó el rol al año siguiente, para su preparación previo al concurso internacional en la organización Miss Perú. Durante la competencia, siguió las instrucciones de la modelo y presentadora Natalie Vértiz como profesora de modelaje.
A partir del año 2021 forma parte del elenco juvenil artístico Concept House y participó en los comerciales de televisión de la cadena de supermercados Metro desde 2020.
En noviembre de 2022, Barnechea concursa en el certamen de belleza juvenil Miss Teen Beauty Global, donde se realizó en Brasil, convirtiéndose así finalmente en la ganadora de la edición, siendo ella, la primera peruana en obtener este título hasta el momento.
En octubre de 2024, Barnechea anuncia el lanzamiento de su línea de ropa femenina aesthetic Asha, dando inicio a su faceta emprendedora.

## Filmografía

### Televisión

#### Series y telenovelas
| Año       | Título                    | Rol                                                | Notas                                                 | Emisión            | Ref.             |
| --------- | ------------------------- | -------------------------------------------------- | ----------------------------------------------------- | ------------------ | ---------------- |
| 2017      | Ven, baila, quinceañera   | Una de las fanáticas                               | Rol recurrente                                        | América Televisión | [ 10 ]           |
| 2018      | De vuelta al barrio       | Tatiana Toribia Torres Tapia / «Toti» / «Monicaca» | Rol recurrente                                        | América Televisión | [cita requerida] |
| 2018-2019 | De vuelta al barrio       | Tatiana Toribia Torres Tapia / «Toti» / «Monicaca» | Rol de antagonista reformada                          | América Televisión | [ 11 ]           |
| 2020-2021 | De vuelta al barrio       | Tatiana Toribia Torres Tapia / «Toti» / «Monicaca» | Rol principal                                         | América Televisión | [ 1 ]            |
| 2023      | Perdóname                 | Chica embarazada                                   | Rol recurrente                                        | América Televisión | [cita requerida] |
| 2025      | La rosa de Guadalupe Perú | Nadia                                              | Reparto principal (Episodio: «Siempre en el corazón») | América Televisión | [cita requerida] |

#### Programas de televisión
| Año       | Título                 | Rol        | Notas                                                | Emisión           | Ref.             |
| --------- | ---------------------- | ---------- | ---------------------------------------------------- | ----------------- | ---------------- |
| 2016      | Yo soy                 | Ella misma | Bailarina de las presentaciones del programa         | Latina Televisión | [ 9 ]            |
| 2016      | Los reyes del playback | Ella misma | Participante del segmento Los príncipes del playback | Latina Televisión | [cita requerida] |
| 2020-2021 | Casi noticias          | Ella misma | Presentadora                                         | Canal IPe         | [cita requerida] |

### Cine
| Año  | Título                             | Rol               | Notas           | Ref.             |
| ---- | ---------------------------------- | ----------------- | --------------- | ---------------- |
| 2019 | Hierba buena, hierba mala          | Sofía             | Rol principal   | [ 35 ] [ 36 ]    |
| 2023 | Soltera, casada, viuda, divorciada | Agustina / «Agus» | Rol principal   | [ 37 ] [ 38 ]    |
| 2024 | Vaguito                            | Hija de Pancho    | Rol secundario  | [cita requerida] |
| 2024 | Locos de amor: Mi primer amor      | Eve               | Rol protagónico | [ 19 ] [ 39 ]    |

### Teatro
| Año  | Título                                              | Rol                            | Notas                        | Ref.             |
| ---- | --------------------------------------------------- | ------------------------------ | ---------------------------- | ---------------- |
| 2016 | Hadas en Mandrágora                                 |                                | Bailarina y rol principal    | [cita requerida] |
| 2020 | Depa 302                                            | Ángela                         | Rol principal                | [ 40 ]           |
| 2021 | La tierra Mágica                                    | Una de las hijas de Pacha Mama | Rol protagónico              | [ 14 ] [ 41 ]    |
| 2021 | Ya llegó la Navidad con Santa                       | Ella misma                     | Rol protagónico              | [ 15 ]           |
| 2021 | La jaula                                            | La paciente                    | Rol protagónico              | [ 42 ]           |
| 2022 | La guerra de los sexos                              | Ella misma                     | Rol principal                | [ 43 ]           |
| 2022 | El baúl mágico                                      |                                | Rol de invitada especial     | [ 17 ]           |
| 2023 | Te lo juro, no es otra tonta historia de Cenicienta | La Cenicienta / «Ceni»         | Rol protagónico              | [ 24 ]           |
| 2023 | Playoff                                             | Princess                       | Rol protagónico              | [ 21 ] [ 44 ]    |
| 2023 | Sirena, el musical                                  | Simona                         | Rol de antagonista principal | [ 45 ]           |
| 2024 | No tengas miedo: Por accidente                      |                                | Rol protagónico              | [cita requerida] |

### Videoclips
| Año  | Título                         | Rol        | Notas                                                       | Ref.             |
| ---- | ------------------------------ | ---------- | ----------------------------------------------------------- | ---------------- |
| 2019 | «Con calma»                    | Ella misma | Bailarina recurrente (interpretado por Daddy Yankee y Snow) | [ 46 ]           |
| 2021 | «La flor de la canela (cover)» | Ella misma | Intérprete (tema original de Chabuca Granda)                | [cita requerida] |
| 2021 | «Ya no más (cover)»            | Ella misma | Participación especial (interpretado por Facundo Oliva)     | [cita requerida] |
| 2021 | «Los besos»                    | Ella misma | Intérprete (originalmente por Greeicy)                      | [ 47 ]           |
| 2022 | «Ahora me llamas»              | Ella misma | Participación especial (interpretado por Flavia Laos)       | [cita requerida] |
| 2022 | «Mamacita»                     | Ella misma | Participación especial (interpretado por Lubran)            | [cita requerida] |

### Spots publicitarios
| Año           | Título              | Rol        | Notas                  | Ref.             |
| ------------- | ------------------- | ---------- | ---------------------- | ---------------- |
| 2011          | Mastercard          | Ella misma | Participación especial | [cita requerida] |
| 2020          | Pinturas Vencedor   | Ella misma | Participación especial | [cita requerida] |
| 2020          | Tiendas Paris       | Ella misma | Participación especial | [cita requerida] |
| 2021-presente | Supermercados Metro | Ella misma | Participación especial | [cita requerida] |
| 2022-presente | Cyzone              | Ella misma | Participación especial | [cita requerida] |

## Distinciones
| Año  | Título                          | Resultados | Ref.        |
| ---- | ------------------------------- | ---------- | ----------- |
| 2021 | Miss Teen Beauty Pageament Peru | Ganadora   | [ 28 ]      |
| 2022 | Miss Teen Beauty Global         | Ganadora   | [ 6 ] [ 4 ] |

## Reconocimientos
- Reconocimiento por parte del Premio Internacional del Éxito Emprendedor (2022)[48]